# إيفا الصغيرة: زهرة الجنوب
إيفا الصغيرة: زهرة الجنوب (بالإنجليزية: Little Eva: The Flower of the South) هو كتاب للأطفال مناهض لتوم من تأليف الكاتب الأمريكي فيليب ج. كوزانز. على الرغم من أن تاريخ نشره غير معروف، قدر العلماء أن الإصدار كان إما في خمسينيات القرن التاسع عشر أو أوائل ستينيات القرن التاسع عشر. يتناول الكتاب إيفا الصغيرة، ابنة مزارع ثري في ولاية ألاباما. وتتميز من خلال لطفها مع العبيد لأنها تقرأ لهم الكتاب المقدس وتعلمهم الأبجدية. في عيد ميلادها التاسع، كادت إيفا تغرق، ولكن عبد اسمه سام ينقذها. أطلق والداها سراح سام الذي قرر البقاء مع العائلة لأنه يحبهم.
مثل الأدبيات الأخرى المناهضة لتوم، نُشر الكتاب كرد فعل على انتقادات هارييت بيتشر ستو للعبودية في الولايات المتحدة في روايتها عام 1852 كوخ العم توم. حدد العلماء بطلها على أنه تكيف فضفاض لشخصية كوخ العم توم الصغير إيفا. إيفا الصغيرة: زهرة الجنوب كان أحد الكتب القليلة ضد توم الموجهة للأطفال.
الموضوع الرئيسي للكتاب هو التعليم خلال فترة العبيد في الولايات المتحدة، والذي جُسدَ من خلال تصوير إيفا الصغيرة كمعلم. قُدّم هذا الإصدار من الشخصية في رسم توضيحي لكوخ العم توم، وشاعه الفنانون وكتاب أدب الأطفال، مثل كوزانز. كان الكتاب أيضًا موضوع تحليل أكاديمي لرسالته الدعائية، على الرغم من أن أحد العلماء وصفه بأنه «نص محاصر» مع «دافع إلغاء العبودية». 

### الحواشي
1. ↑  De Rosa 2012.

## روابط خارجية
- ليتل إيفا على أرشيف الإنترنت